# Pere de Canal
Pere de Canal (Bolvir, 1650 - ?) fou veguer de Cerdanya i defensor de Puigcerdà en 1707 enfront de l'exèrcit francès que, derrotat, es retirà a la vila de Llívia.